# Seminário de São Pedro
O Seminário Arquidiocesano de São Pedro é uma instituição católica de formação eclesiástica da Arquidiocese de Natal. Está localizado na cidade do Natal, mais, precisamente na Avenida Campos Sales, Bairro do Tirol.

## Equipe de Formação
Pe. Josivaldo Félix de Lima - Reitor
Pe. Luiz Antônio Aguiar da Silva - Vice-Reitor
Pe. Silvano Domingos Nascimento - Vice-Reitor e Formador da Etapa Propedêutica 
Pe. José Marcos de Lima - Diretor da Dimensão Espiritual 
Dom Matias Patrício de Macêdo - Arcebispo Emérito e Confessor
Mons. Inácio de Loiola Bezerra - Confessor
Pe. Paulo Henrique da Silva - Diretor da Dimensão de Estudos

## Bispos que já foram alunos do Seminário de são Pedro
- Dom José de Medeiros Leite

- Dom José Adelino Dantas

- Dom Eugenio de Cardeal Araujo Sales

- Dom Nivaldo Monte

- Dom Antonio Soares Costa

- Dom Alair Vilar Fernandes de Melo

- Dom Heitor de Araujo Sales

- Dom Matias Patrício de Macedo

- Dom Jaime Vieira Rocha

- Dom Manuel Tavares

- Dom Francisco Canindé Palhano

- Dom Edilson Soares de Nobre

## Reitores do Seminário
|          | Nome                                                              | Período     |
| Reitores | Reitores                                                          | Reitores    |
| -------- | ----------------------------------------------------------------- | ----------- |
| 1º       | Monsenhor Alfredo Pegado                                          | 1919-1927   |
| 2º       | Cônego José Leal                                                  | 1924-1927   |
| 3º       | Monsenhor Joaquim Honório da Silveira                             | 1927-1930   |
| 4º       | Monsehor João da Mata Paiva                                       | 1930-1935   |
| 5º       | Monsenhor Walfredo Gurgel                                         | 1933-1935   |
| 6º       | Cônego José Adelino Dantas                                        | 1936-1952   |
| 7º       | Monsenhor Alair Vilar Fernades de Melo                            | 1952-1957   |
| 8º       | Monsenhor Lucilo Alves Machado e Monsenhor Agnelo Dantas Barretto | 1958-1968   |
| 9º       | Padre Hudson Brandão de Araújo                                    | 1977-1979   |
| 10º      | Padre Alfredo de Oliveira da Costa                                | 1978        |
| 11º      | Monsenhor Jaime Vieira Rocha                                      | 1987-1995   |
| 12º      | Monsenhor Francisco Canindé Palhano                               | 1996-1997   |
| 13º      | Monsenhor José Valquimar Nogueira do Nascimento                   | 1998-2005   |
| 14º      | Padre Paulo Henrique da Silva                                     | 2005-2006   |
| 15º      | Padre Valtair Lira Lucas                                          | 2007 - 2010 |
| 16º      | Padre Antônio Gomes                                               | 2010 - 2011 |
| 17º      | Padre Ajosenildo Nunes                                            | 2011 - 2013 |
| 18º      | Padre José Nazareno da Nóbrega                                    | 2013 - 2016 |
| 19º      | Monsenhor José Valquimar Nogueira do Nascimento                   | 2016 - 2024 |